# Kosičky
Kosičky (en allemand : Kleinkositz) est une commune du district de Hradec Králové, dans la région de Hradec Králové, en République tchèque. Sa population s'élevait à 343 habitants en 2022.

## Géographie
Kosičky se trouve à 8 km au nord-est de Chlumec nad Cidlinou, à 20 km à l'ouest-sud-ouest de Hradec Králové et à 81 km à l'est-nord-est de Prague.
La commune est limitée par Měník et Barchov au nord, par Babice, Boharyně et Kratonohy à l'est, par Káranice et Chudeřice au sud, et par Stará Voda et Kosice à l'ouest.

## Histoire
La première mention écrite de la localité date de 1406.

## Galerie

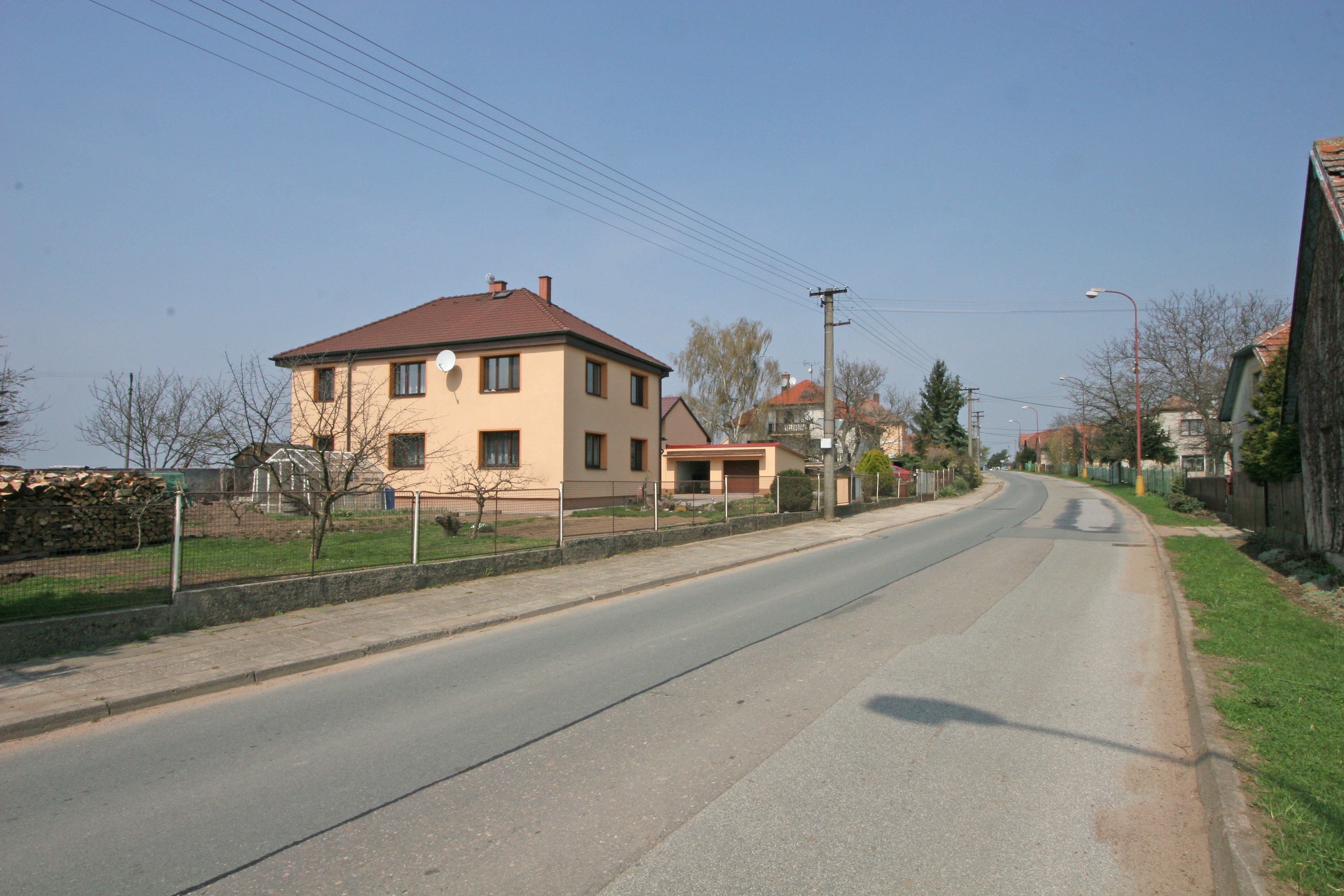
Rue de Kosičky.
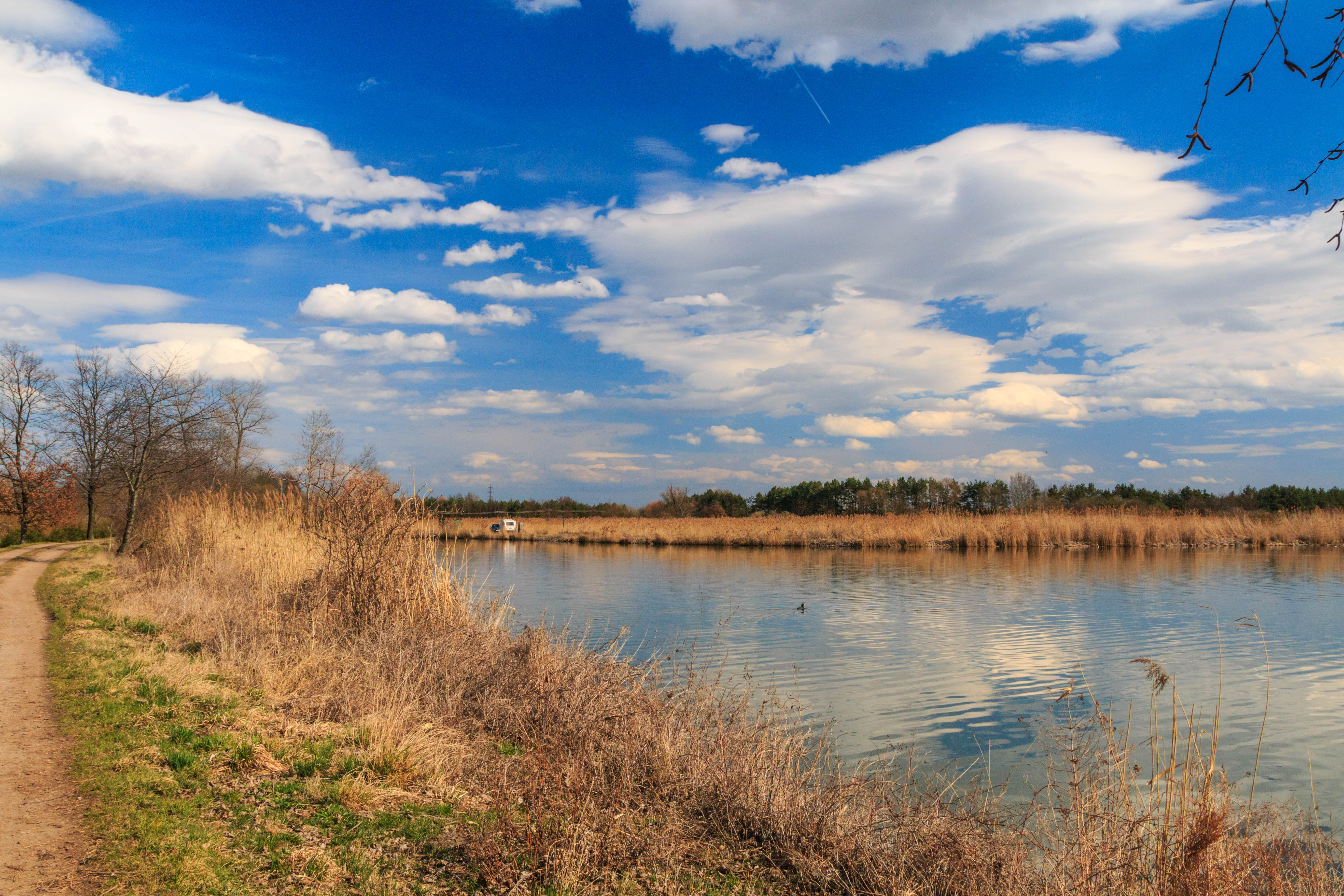
Étang de Třesický.

## Transports
Par la route, Kosičky se trouve à 10 km de Chlumec nad Cidlinou, à 23 km de Hradec Králové et à 99 km de Prague. 